# Mistrzostwa Świata w Piłce Nożnej 1990 (składy)
Składy finalistów Mistrzostw Świata w Piłce Nożnej w 1990 rozgrywanych we Włoszech.

## Grupa A

### Austria
| #      | Pozycja             | Imię i nazwisko     | Data urodzenia | Klub                 |
| ------ | ------------------- | ------------------- | -------------- | -------------------- |
| 1      | Bramkarz            | Klaus Lindenberger  | 1957-05-28     | FC Swarovski Tirol   |
| 2      | Obrońca             | Ernst Aigner        | 1966-10-31     | Austria Wiedeń       |
| 3      | Obrońca             | Robert Pecl         | 1965-11-15     | Rapid Wiedeń         |
| 4      | Obrońca             | Anton Pfeffer       | 1965-08-17     | Austria Wiedeń       |
| 5      | Obrońca             | Peter Schöttel      | 1967-03-26     | Rapid Wiedeń         |
| 6      | Pomocnik            | Manfred Zsak        | 1964-12-22     | Austria Wiedeń       |
| 7      | Pomocnik            | Kurt Russ           | 1964-11-23     | Wiener Sport-Club    |
| 8      | Obrońca             | Peter Artner        | 1966-05-20     | Admira Wacker Wiedeń |
| 9      | Napastnik           | Anton Polster       | 1964-03-10     | Sevilla FC           |
| 10     | Pomocnik            | Manfred Linzmaier   | 1962-08-27     | FC Swarovski Tirol   |
| 11     | Pomocnik            | Alfred Hörtnagl     | 1966-09-24     | FC Swarovski Tirol   |
| 12     | Pomocnik            | Michael Baur        | 1969-04-16     | FC Swarovski Tirol   |
| 13     | Pomocnik            | Andreas Ogris       | 1964-10-07     | Austria Wiedeń       |
| 14     | Napastnik           | Gerhard Rodax       | 1965-08-29     | Admira Wacker Wiedeń |
| 15     | Napastnik           | Christian Keglevits | 1961-01-29     | Rapid Wiedeń         |
| 16     | Obrońca             | Andreas Reisinger   | 1963-10-14     | Rapid Wiedeń         |
| 17     | Pomocnik            | Heimo Pfeifenberger | 1966-12-29     | Rapid Wiedeń         |
| 18     | Obrońca             | Michael Streiter    | 1966-01-19     | FC Swarovski Tirol   |
| 19     | Napastnik           | Gerald Glatzmayer   | 1968-12-14     | Wiener Sport-Club    |
| 20     | Pomocnik            | Andreas Herzog      | 1968-09-10     | Rapid Wiedeń         |
| 21     | Bramkarz            | Michael Konsel      | 1962-03-06     | Rapid Wiedeń         |
| 22     | Bramkarz            | Otto Konrad         | 1964-11-01     | Sturm Graz           |
| Trener | Josef Hickersberger | Josef Hickersberger |                |                      |

### Czechosłowacja
| #      | Pozycja       | Imię i nazwisko  | Data urodzenia | Klub                     |
| ------ | ------------- | ---------------- | -------------- | ------------------------ |
| 1      | Bramkarz      | Jan Stejskal     | 1962-01-15     | Sparta Praga             |
| 2      | Obrońca       | Július Bielik    | 1962-03-08     | Sparta Praga             |
| 3      | Obrońca       | Miroslav Kadlec  | 1964-06-22     | TJ Vítkovice             |
| 4      | Pomocnik      | Ivan Hašek       | 1963-09-06     | Sparta Praga             |
| 5      | Obrońca       | Ján Kocian       | 1958-03-13     | FC St. Pauli             |
| 6      | Obrońca       | František Straka | 1958-05-21     | Borussia Mönchengladbach |
| 7      | Pomocnik      | Michal Bílek     | 1965-04-13     | Sparta Praga             |
| 8      | Pomocnik      | Jozef Chovanec   | 1960-03-07     | PSV Eindhoven            |
| 9      | Pomocnik      | Luboš Kubík      | 1964-01-20     | AC Fiorentina            |
| 10     | Napastnik     | Tomáš Skuhravý   | 1965-09-07     | Sparta Praga             |
| 11     | Pomocnik      | Ľubomír Moravčík | 1965-06-22     | Plastika Nitra           |
| 12     | Pomocnik      | Peter Fieber     | 1964-05-16     | DAC Dunajska Streda      |
| 13     | Pomocnik      | Jiří Němec       | 1965-05-15     | Dukla Praga              |
| 14     | Obrońca       | Vladimír Weiss   | 1964-09-22     | Inter Bratysława         |
| 15     | Obrońca       | Vladimír Kinier  | 1958-04-06     | Slovan Bratysława        |
| 16     | Pomocnik      | Viliam Hýravý    | 1962-11-26     | Baník Ostrawa            |
| 17     | Napastnik     | Ivo Knoflíček    | 1962-02-23     | FC St. Pauli             |
| 18     | Napastnik     | Milan Luhový     | 1963-01-01     | Sporting Gijón           |
| 19     | Napastnik     | Stanislav Griga  | 1961-11-04     | Feyenoord                |
| 20     | Pomocnik      | Václav Němeček   | 1967-01-25     | Sparta Praga             |
| 21     | Bramkarz      | Luděk Mikloško   | 1961-12-09     | West Ham United          |
| 22     | Bramkarz      | Peter Palúch     | 1958-02-15     | Plastika Nitra           |
| Trener | Jozef Vengloš | Jozef Vengloš    |                |                          |

### Stany Zjednoczone
| #      | Pozycja     | Imię i nazwisko      | Data urodzenia | Klub                         |
| ------ | ----------- | -------------------- | -------------- | ---------------------------- |
| 1      | Bramkarz    | Tony Meola           | 1969-02-21     | Brighton & Hove Albion       |
| 2      | Obrońca     | Steve Trittschuh     | 1965-04-24     | Tampa Bay Rowdies            |
| 3      | Obrońca     | John Doyle           | 1966-03-16     | San Francisco Bay Blackhawks |
| 4      | Obrońca     | Jimmy Banks          | 1964-09-02     | Milwaukee Wave               |
| 5      | Obrońca     | Mike Windischmann    | 1965-12-06     | Albany Capitals              |
| 6      | Obrońca     | John Harkes          | 1967-03-08     | Albany Capitals              |
| 7      | Pomocnik    | Tab Ramos            | 1966-09-21     | Miami Freedom                |
| 8      | Pomocnik    | Brian Bliss          | 1965-09-28     | Albany Capitals              |
| 9      | Napastnik   | Christopher Sullivan | 1965-04-18     | Rába ETO Győr                |
| 10     | Napastnik   | Peter Vermes         | 1966-11-21     | FC Volendam                  |
| 11     | Napastnik   | Eric Wynalda         | 1969-06-09     | San Francisco Bay Blackhawks |
| 12     | Pomocnik    | Paul Krumpe          | 1963-03-04     | Chicago Sting                |
| 13     | Pomocnik    | Eric Eichmann        | 1965-05-07     | Fort Lauderdale Strikers     |
| 14     | Pomocnik    | John Stollmeyer      | 1962-10-25     | Washington Stars             |
| 15     | Obrońca     | Desmond Armstrong    | 1964-11-02     | Baltimore Blast              |
| 16     | Napastnik   | Bruce Murray         | 1966-01-25     | Washington Stars             |
| 17     | Obrońca     | Marcelo Balboa       | 1967-08-08     | San Diego Sockers            |
| 18     | Bramkarz    | Kasey Keller         | 1969-08-29     | Portland Timbers             |
| 19     | Pomocnik    | Chris Henderson      | 1970-12-11     | UCLA                         |
| 20     | Pomocnik    | Paul Caligiuri       | 1964-03-09     | SV Meppen                    |
| 21     | Napastnik   | Neil Covone          | 1969-08-31     | Wake Forest University       |
| 22     | Bramkarz    | David Vanole         | 1963-02-06     | Los Angeles Heat             |
| Trener | Bob Gansler | Bob Gansler          |                |                              |

### Włochy
| #      | Pozycja        | Imię i nazwisko     | Data urodzenia | Klub           |
| ------ | -------------- | ------------------- | -------------- | -------------- |
| 1      | Bramkarz       | Walter Zenga        | 1960-04-28     | Inter Mediolan |
| 2      | Obrońca        | Franco Baresi       | 1960-05-08     | A.C. Milan     |
| 3      | Obrońca        | Giuseppe Bergomi    | 1963-12-22     | Inter Mediolan |
| 4      | Obrońca        | Luigi De Agostini   | 1961-04-07     | Juventus F.C.  |
| 5      | Obrońca        | Ciro Ferrara        | 1967-02-11     | SSC Napoli     |
| 6      | Obrońca        | Riccardo Ferri      | 1963-08-20     | Inter Mediolan |
| 7      | Obrońca        | Paolo Maldini       | 1968-06-26     | A.C. Milan     |
| 8      | Obrońca        | Pietro Vierchowod   | 1959-04-06     | UC Sampdoria   |
| 9      | Pomocnik       | Carlo Ancelotti     | 1959-04-10     | A.C. Milan     |
| 10     | Pomocnik       | Nicola Berti        | 1967-04-14     | Inter Mediolan |
| 11     | Napastnik      | Fernando De Napoli  | 1964-04-15     | SSC Napoli     |
| 12     | Bramkarz       | Stefano Tacconi     | 1957-05-13     | Juventus F.C.  |
| 13     | Pomocnik       | Giuseppe Giannini   | 1964-08-20     | AS Roma        |
| 14     | Pomocnik       | Giancarlo Marocchi  | 1965-07-04     | Juventus F.C.  |
| 15     | Napastnik      | Roberto Baggio      | 1967-02-18     | AC Fiorentina  |
| 16     | Napastnik      | Andrea Carnevale    | 1961-01-12     | SSC Napoli     |
| 17     | Pomocnik       | Roberto Donadoni    | 1963-09-09     | A.C. Milan     |
| 18     | Napastnik      | Roberto Mancini     | 1964-11-27     | UC Sampdoria   |
| 19     | Napastnik      | Salvatore Schillaci | 1964-12-01     | Juventus F.C.  |
| 20     | Napastnik      | Aldo Serena         | 1960-06-25     | A.C. Milan     |
| 21     | Napastnik      | Gianluca Vialli     | 1964-07-09     | UC Sampdoria   |
| 22     | Bramkarz       | Gianluca Pagliuca   | 1966-12-18     | UC Sampdoria   |
| Trener | Azeglio Vicini | Azeglio Vicini      |                |                |

## Grupa B

### Argentyna
| #      | Pozycja        | Imię i nazwisko        | Data urodzenia | Klub                |
| ------ | -------------- | ---------------------- | -------------- | ------------------- |
| 1      | Bramkarz       | Nery Pumpido*          | 1957-07-30     | Real Betis          |
| * 1    | Bramkarz       | Ángel Comizzo          | 1962-04-27     | River Plate         |
| 2      | Obrońca        | Sergio Batista         | 1962-11-09     | River Plate         |
| 3      | Napastnik      | Abel Balbo             | 1966-06-01     | Udinese Calcio      |
| 4      | Pomocnik       | José Basualdo          | 1963-06-20     | VfB Stuttgart       |
| 5      | Obrońca        | Edgardo Bauza          | 1958-01-26     | CD Veracruz         |
| 6      | Pomocnik       | Gabriel Calderón       | 1960-02-07     | Paris Saint-Germain |
| 7      | Pomocnik       | Jorge Burruchaga       | 1962-10-09     | FC Nantes           |
| 8      | Napastnik      | Claudio Caniggia       | 1967-01-09     | Atalanta BC         |
| 9      | Napastnik      | Gustavo Dezotti        | 1964-02-14     | US Cremonese        |
| 10     | Pomocnik       | Diego Maradona         | 1960-10-30     | SSC Napoli          |
| 11     | Napastnik      | Néstor Fabbri          | 1968-04-29     | Racing Club         |
| 12     | Bramkarz       | Sergio Goycochea       | 1963-10-17     | Millonarios FC      |
| 13     | Pomocnik       | Néstor Lorenzo         | 1966-02-28     | AS Bari             |
| 14     | Pomocnik       | Ricardo Giusti         | 1956-12-11     | Independiente       |
| 15     | Obrońca        | Pedro Monzón           | 1962-02-23     | Independiente       |
| 16     | Obrońca        | Julio Olarticoechea    | 1958-10-18     | Racing Club         |
| 17     | Obrońca        | Roberto Néstor Sensini | 1966-10-12     | Udinese Calcio      |
| 18     | Obrońca        | José Serrizuela        | 1962-06-16     | River Plate         |
| 19     | Obrońca        | Oscar Ruggeri          | 1962-01-26     | Real Madryt         |
| 20     | Obrońca        | Juan Simón             | 1960-03-02     | Boca Juniors        |
| 21     | Pomocnik       | Pedro Troglio          | 1965-07-28     | S.S. Lazio          |
| 22     | Bramkarz       | Fabián Cancelarich     | 1965-12-20     | Ferro Carril Oeste  |
| Trener | Carlos Bilardo | Carlos Bilardo         |                |                     |

* – z powodu złamania nogi Pumpido został zastąpiony w trakcie turnieju przez Sergio Goycochea

### Kamerun
| #      | Pozycja                 | Imię i nazwisko         | Data urodzenia | Klub                 |
| ------ | ----------------------- | ----------------------- | -------------- | -------------------- |
| 1      | Bramkarz                | Joseph-Antoine Bell     | 1954-10-08     | Girondins Bordeaux   |
| 2      | Pomocnik                | André Kana-Biyik        | 1965-09-01     | FC Metz              |
| 3      | Obrońca                 | Jules Onana             | 1964-06-12     | Canon Jaunde         |
| 4      | Obrońca                 | Benjamin Massing        | 1962-06-20     | US Créteil-Lusitanos |
| 5      | Obrońca                 | Bertin Ebwellé          | 1962-09-11     | Tonnerre Jaunde      |
| 6      | Obrońca                 | Emmanuel Kundé          | 1965-07-15     | Prevoyance Jaunde    |
| 7      | Napastnik               | François Omam-Biyik     | 1966-05-21     | Stade Lavallois      |
| 8      | Pomocnik                | Emile M’Bouh            | 1966-05-30     | Le Havre AC          |
| 9      | Napastnik               | Roger Milla             | 1952-05-20     | JS Saint-Pierroise   |
| 10     | Napastnik               | Louis M’Fedé            | 1962-02-26     | Canon Jaunde         |
| 11     | Napastnik               | Eugène Ekéké            | 1960-05-30     | Valenciennes FC      |
| 12     | Obrońca                 | Alphonse Yombi          | 1969-06-30     | Canon Jaunde         |
| 13     | Pomocnik                | Jean-Claude Pagal       | 1964-09-15     | La Roche Vendée      |
| 14     | Obrońca                 | Stephen Tataw           | 1963-03-31     | Tonnerre Jaunde      |
| 15     | Pomocnik                | Thomas Libiih           | 1967-11-17     | Tonnerre Jaunde      |
| 16     | Bramkarz                | Thomas N’Kono           | 1956-07-30     | Espanyol Barcelona   |
| 17     | Obrońca                 | Victor N’Dip            | 1967-08-20     | Canon Jaunde         |
| 18     | Napastnik               | Bonaventure Djonkep     | 1961-08-20     | Union Duala          |
| 19     | Pomocnik                | Roger Feutmba           | 1968-10-31     | Union Duala          |
| 20     | Pomocnik                | Cyrille Makanaky        | 1965-06-28     | Sporting Toulon Var  |
| 21     | Napastnik               | Emmanuel Maboang        | 1968-11-27     | Canon Jaunde         |
| 22     | Bramkarz                | Jacques Songo’o         | 1964-03-17     | Sporting Toulon Var  |
| Trener | Walerij Niepomniaszczij | Walerij Niepomniaszczij |                |                      |

### Rumunia
| #      | Pozycja      | Imię i nazwisko  | Data urodzenia | Klub                     |
| ------ | ------------ | ---------------- | -------------- | ------------------------ |
| 1      | Bramkarz     | Silviu Lung      | 1956-09-09     | Steaua Bukareszt         |
| 2      | Obrońca      | Mircea Rednic    | 1962-04-09     | FC Dinamo Bukareszt      |
| 3      | Obrońca      | Michael Klein    | 1959-10-10     | FC Dinamo Bukareszt      |
| 4      | Obrońca      | Ioan Andone      | 1960-03-15     | FC Dinamo Bukareszt      |
| 5      | Obrońca      | Iosif Rotariu    | 1962-09-27     | Steaua Bukareszt         |
| 6      | Pomocnik     | Gheorghe Popescu | 1967-10-09     | CS Universitatea Craiova |
| 7      | Napastnik    | Marius Lăcătuș   | 1964-04-05     | Steaua Bukareszt         |
| 8      | Pomocnik     | Ioan Sabău       | 1968-02-12     | FC Dinamo Bukareszt      |
| 9      | Napastnik    | Rodion Cămătaru  | 1958-06-22     | Sporting Charleroi       |
| 10     | Pomocnik     | Gheorghe Hagi    | 1965-02-05     | Steaua Bukareszt         |
| 11     | Napastnik    | Dănuț Lupu       | 1967-02-27     | FC Dinamo Bukareszt      |
| 12     | Bramkarz     | Bogdan Stelea    | 1967-12-05     | FC Dinamo Bukareszt      |
| 13     | Obrońca      | Adrian Popescu   | 1960-06-26     | CS Universitatea Craiova |
| 14     | Napastnik    | Florin Răducioiu | 1970-03-17     | FC Dinamo Bukareszt      |
| 15     | Pomocnik     | Dorin Mateuț     | 1965-08-05     | FC Dinamo Bukareszt      |
| 16     | Napastnik    | Daniel Timofte   | 1967-10-01     | FC Dinamo Bukareszt      |
| 17     | Pomocnik     | Ilie Dumitrescu  | 1969-01-06     | Steaua Bukareszt         |
| 18     | Napastnik    | Gavril Balint    | 1963-01-03     | Steaua Bukareszt         |
| 19     | Obrońca      | Emil Săndoi      | 1965-03-01     | CS Universitatea Craiova |
| 20     | Pomocnik     | Zsolt Muzsnay    | 1965-08-20     | Steaua Bukareszt         |
| 21     | Pomocnik     | Ioan Lupescu     | 1968-12-09     | FC Dinamo Bukareszt      |
| 22     | Bramkarz     | Gheorghe Liliac  | 1956-04-22     | Petrolul Ploiești        |
| Trener | Emeric Jenei | Emeric Jenei     |                |                          |

### Związek Radziecki
| #      | Pozycja           | Imię i nazwisko      | Data urodzenia | Klub                     |
| ------ | ----------------- | -------------------- | -------------- | ------------------------ |
| 1      | Bramkarz          | Rinat Dasajew        | 1957-06-13     | Sevilla FC               |
| 2      | Obrońca           | Wołodymyr Bezsonow   | 1958-03-05     | Dynamo Kijów             |
| 3      | Obrońca           | Wagiz Chidijatullin  | 1959-03-03     | Toulouse FC              |
| 4      | Obrońca           | Ołeh Kuzniecow       | 1963-03-22     | Dynamo Kijów             |
| 5      | Obrońca           | Anatolij Demjanenko  | 1959-02-19     | Dynamo Kijów             |
| 6      | Pomocnik          | Wasyl Rac            | 1961-04-25     | Dynamo Kijów             |
| 7      | Pomocnik          | Siarhiej Alejnikau   | 1961-11-07     | Juventus F.C.            |
| 8      | Pomocnik          | Hennadij Łytowczenko | 1963-09-11     | Dynamo Kijów             |
| 9      | Pomocnik          | Ołeksandr Zawarow    | 1961-04-20     | Juventus F.C.            |
| 10     | Napastnik         | Ołeh Protasow        | 1964-02-04     | Dynamo Kijów             |
| 11     | Napastnik         | Igor Dobrowolski     | 1967-08-27     | Dinamo Moskwa            |
| 12     | Napastnik         | Aleksandr Borodiuk   | 1962-11-30     | Schalke 04 Gelsenkirchen |
| 13     | Obrońca           | Achrik Cwejba        | 1966-09-10     | Dynamo Kijów             |
| 14     | Napastnik         | Wołodymyr Luty       | 1962-04-24     | Schalke 04 Gelsenkirchen |
| 15     | Pomocnik          | Iwan Jaremczuk       | 1962-03-19     | Dynamo Kijów             |
| 16     | Bramkarz          | Wiktor Czanow        | 1959-07-21     | Dynamo Kijów             |
| 17     | Obrońca           | Andrej Zyhmantowicz  | 1962-12-02     | Dynamo Mińsk             |
| 18     | Pomocnik          | Igor Szalimow        | 1969-02-02     | Spartak Moskwa           |
| 19     | Obrońca           | Siergiej Fokin       | 1961-07-26     | CSKA Moskwa              |
| 20     | Obrońca           | Siergiej Gorłukowicz | 1961-11-18     | Borussia Dortmund        |
| 21     | Pomocnik          | Walerij Broszyn      | 1962-10-19     | CSKA Moskwa              |
| 22     | Bramkarz          | Aleksandr Uwarow     | 1960-01-13     | Dinamo Moskwa            |
| Trener | Walery Łobanowski | Walery Łobanowski    |                |                          |

## Grupa C

### Brazylia
| #      | Pozycja            | Imię i nazwisko    | Data urodzenia | Klub                |
| ------ | ------------------ | ------------------ | -------------- | ------------------- |
| 1      | Bramkarz           | Cláudio Taffarel   | 1966-05-08     | SC Internacional    |
| 2      | Obrońca            | Jorginho           | 1964-08-17     | Bayer 04 Leverkusen |
| 3      | Obrońca            | Ricardo Gomes      | 1964-12-13     | SL Benfica          |
| 4      | Pomocnik           | Dunga              | 1963-10-31     | AC Fiorentina       |
| 5      | Pomocnik           | Alemão             | 1961-11-22     | SSC Napoli          |
| 6      | Obrońca            | Branco             | 1964-04-04     | FC Porto            |
| 7      | Pomocnik           | Bismarck           | 1969-09-11     | CR Vasco da Gama    |
| 8      | Pomocnik           | Valdo              | 1964-01-12     | SL Benfica          |
| 9      | Napastnik          | Careca             | 1960-10-05     | SSC Napoli          |
| 10     | Pomocnik           | Silas              | 1965-08-27     | Sporting CP         |
| 11     | Napastnik          | Romário            | 1966-01-29     | PSV Eindhoven       |
| 12     | Bramkarz           | Acácio             | 1959-01-20     | CR Vasco da Gama    |
| 13     | Obrońca            | Mozer              | 1960-09-19     | Olympique Marsylia  |
| 14     | Obrońca            | Aldair             | 1965-11-30     | SL Benfica          |
| 15     | Napastnik          | Müller             | 1966-01-31     | Torino Calcio       |
| 16     | Napastnik          | Bebeto             | 1964-02-16     | CR Vasco da Gama    |
| 17     | Napastnik          | Renato Gaúcho      | 1962-09-09     | CR Flamengo         |
| 18     | Pomocnik           | Mazinho            | 1966-04-08     | CR Vasco da Gama    |
| 19     | Obrońca            | Ricardo Rocha      | 1962-09-11     | São Paulo FC        |
| 20     | Napastnik          | Tita               | 1958-04-01     | CR Vasco da Gama    |
| 21     | Obrońca            | Mauro Galvão       | 1961-12-19     | Botafogo            |
| 22     | Bramkarz           | Zé Carlos          | 1962-02-07     | CR Flamengo         |
| Trener | Sebastião Lazaroni | Sebastião Lazaroni |                |                     |

### Kostaryka
| #      | Pozycja          | Imię i nazwisko     | Data urodzenia | Klub               |
| ------ | ---------------- | ------------------- | -------------- | ------------------ |
| 1      | Bramkarz         | Luis Gabelo Conejo  | 1960-01-01     | AD Ramonense       |
| 2      | Obrońca          | Vladimir Quesada    | 1966-05-12     | Deportivo Saprissa |
| 3      | Obrońca          | Róger Flores        | 1959-05-26     | Deportivo Saprissa |
| 4      | Obrońca          | Rónald González     | 1970-08-08     | Deportivo Saprissa |
| 5      | Obrońca          | Marvin Obando       | 1960-04-04     | CS Herediano       |
| 6      | Pomocnik         | José Carlos Chaves  | 1958-09-03     | LD Alajuelense     |
| 7      | Napastnik        | Hernán Medford      | 1968-05-23     | Deportivo Saprissa |
| 8      | Pomocnik         | Germán Chavarría    | 1958-03-19     | CS Herediano       |
| 9      | Napastnik        | Alexandre Guimarães | 1959-11-07     | Deportivo Saprissa |
| 10     | Pomocnik         | Oscar Ramírez       | 1964-12-08     | LD Alajuelense     |
| 11     | Napastnik        | Claudio Jara        | 1959-05-06     | CS Herediano       |
| 12     | Pomocnik         | Róger Gómez         | 1965-02-07     | CS Cartaginés      |
| 13     | Pomocnik         | Miguel Davis        | 1966-06-18     | LD Alajuelense     |
| 14     | Pomocnik         | Juan Cayasso        | 1961-06-24     | Deportivo Saprissa |
| 15     | Obrońca          | Rónald Marín        | 1962-11-02     | CS Herediano       |
| 16     | Pomocnik         | José Jaikel         | 1966-04-03     | Deportivo Saprissa |
| 17     | Napastnik        | Roy Myers           | 1969-04-13     | AS Limonense       |
| 18     | Obrońca          | Geovanny Jara       | 1969-07-02     | CS Herediano       |
| 19     | Pomocnik         | Héctor Marchena     | 1965-01-04     | CS Cartaginés      |
| 20     | Obrońca          | Mauricio Montero    | 1963-10-19     | LD Alajuelense     |
| 21     | Bramkarz         | Hermidio Barrantes  | 1964-09-02     | Puntarenas FC      |
| 22     | Bramkarz         | Miguel Segura       | 1963-09-02     | Deportivo Saprissa |
| Trener | Bora Milutinović | Bora Milutinović    |                |                    |

### Szkocja
| #      | Pozycja       | Imię i nazwisko  | Data urodzenia | Klub                     |
| ------ | ------------- | ---------------- | -------------- | ------------------------ |
| 1      | Bramkarz      | Jim Leighton     | 1958-07-24     | Manchester United        |
| 2      | Obrońca       | Alex McLeish     | 1959-01-21     | Aberdeen F.C.            |
| 3      | Pomocnik      | Roy Aitken       | 1958-11-24     | Newcastle United         |
| 4      | Obrońca       | Richard Gough    | 1962-04-05     | Rangers F.C.             |
| 5      | Pomocnik      | Paul McStay      | 1964-10-22     | Celtic F.C.              |
| 6      | Obrońca       | Maurice Malpas   | 1962-08-03     | Dundee United            |
| 7      | Napastnik     | Mo Johnston      | 1963-04-13     | Rangers F.C.             |
| 8      | Pomocnik      | Jim Bett         | 1959-11-25     | Aberdeen F.C.            |
| 9      | Napastnik     | Ally McCoist     | 1962-09-24     | Rangers F.C.             |
| 10     | Pomocnik      | Murdo MacLeod    | 1958-09-24     | Borussia Dortmund        |
| 11     | Obrońca       | Gary Gillespie   | 1960-07-05     | Liverpool F.C.           |
| 12     | Bramkarz      | Andy Goram       | 1964-10-13     | Hibernian F.C.           |
| 13     | Napastnik     | Gordon Durie     | 1965-09-06     | Chelsea F.C.             |
| 14     | Napastnik     | Alan McInally    | 1963-02-10     | Bayern Monachium         |
| 15     | Obrońca       | Craig Levein     | 1964-10-22     | Heart of Midlothian F.C. |
| 16     | Pomocnik      | Stuart McCall    | 1964-06-10     | Everton F.C.             |
| 17     | Obrońca       | Stewart McKimmie | 1962-10-27     | Aberdeen F.C.            |
| 18     | Pomocnik      | John Collins     | 1968-01-31     | Hibernian F.C.           |
| 19     | Obrońca       | David McPherson  | 1964-01-28     | Heart of Midlothian F.C. |
| 20     | Pomocnik      | Gary McAllister  | 1964-12-25     | Leicester City           |
| 21     | Pomocnik      | Robert Fleck     | 1965-08-11     | Norwich City             |
| 22     | Bramkarz      | Bryan Gunn       | 1963-12-22     | Norwich City             |
| Trener | Andy Roxburgh | Andy Roxburgh    |                |                          |

### Szwecja
| #      | Pozycja     | Imię i nazwisko   | Data urodzenia | Klub                |
| ------ | ----------- | ----------------- | -------------- | ------------------- |
| 1      | Bramkarz    | Sven Andersson    | 1963-10-06     | Örgryte IS          |
| 2      | Obrońca     | Jan Eriksson      | 1967-08-24     | AIK Fotboll         |
| 3      | Obrońca     | Glenn Hysén       | 1959-10-30     | Liverpool F.C.      |
| 4      | Obrońca     | Peter Larsson     | 1961-03-08     | AFC Ajax            |
| 5      | Obrońca     | Roger Ljung       | 1966-01-08     | BSC Young Boys      |
| 6      | Obrońca     | Roland Nilsson    | 1963-11-27     | Sheffield Wednesday |
| 7      | Obrońca     | Niklas Nyhlén     | 1966-05-21     | Malmö FF            |
| 8      | Pomocnik    | Stefan Schwarz    | 1969-04-18     | Malmö FF            |
| 9      | Pomocnik    | Leif Engqvist     | 1962-07-30     | Malmö FF            |
| 10     | Pomocnik    | Klas Ingesson     | 1968-08-20     | IFK Göteborg        |
| 11     | Pomocnik    | Ulrik Jansson     | 1968-02-02     | Östers IF           |
| 12     | Bramkarz    | Lars Eriksson     | 1965-09-21     | IFK Norrköping      |
| 13     | Pomocnik    | Anders Limpar     | 1965-09-24     | US Cremonese        |
| 14     | Pomocnik    | Joakim Nilsson    | 1966-03-31     | Malmö FF            |
| 15     | Pomocnik    | Glenn Strömberg   | 1960-01-05     | Atalanta BC         |
| 16     | Pomocnik    | Jonas Thern       | 1967-03-20     | SL Benfica          |
| 17     | Napastnik   | Tomas Brolin      | 1969-11-29     | IFK Norrköping      |
| 18     | Napastnik   | Johnny Ekström    | 1965-03-05     | AS Cannes           |
| 19     | Pomocnik    | Mats Gren         | 1963-12-20     | Grasshoppers Zurych |
| 20     | Napastnik   | Mats Magnusson    | 1963-07-10     | SL Benfica          |
| 21     | Napastnik   | Stefan Pettersson | 1963-03-22     | AFC Ajax            |
| 22     | Bramkarz    | Thomas Ravelli    | 1959-08-13     | IFK Göteborg        |
| Trener | Olle Nordin | Olle Nordin       |                |                     |

## Grupa D

### Jugosławia
| #      | Pozycja    | Imię i nazwisko     | Data urodzenia | Klub                   |
| ------ | ---------- | ------------------- | -------------- | ---------------------- |
| 1      | Bramkarz   | Tomislav Ivković    | 1960-08-11     | Sporting CP            |
| 2      | Obrońca    | Vujadin Stanojković | 1963-09-10     | Partizan Belgrad       |
| 3      | Obrońca    | Predrag Spasić      | 1965-09-29     | Partizan Belgrad       |
| 4      | Obrońca    | Zoran Vulić         | 1961-10-04     | RCD Mallorca           |
| 5      | Obrońca    | Faruk Hadžibegić    | 1957-10-07     | FC Sochaux-Montbéliard |
| 6      | Obrońca    | Davor Jozić         | 1960-09-22     | Genoa 1893             |
| 7      | Pomocnik   | Dragoljub Brnović   | 1963-11-02     | FC Metz                |
| 8      | Pomocnik   | Safet Sušić         | 1955-04-13     | Paris Saint-Germain    |
| 9      | Napastnik  | Darko Pančev        | 1965-09-07     | FK Crvena zvezda       |
| 10     | Pomocnik   | Dragan Stojković    | 1965-03-03     | FK Crvena zvezda       |
| 11     | Napastnik  | Zlatko Vujović      | 1958-08-26     | Paris Saint-Germain    |
| 12     | Bramkarz   | Fahrudin Omerović   | 1961-08-26     | Partizan Belgrad       |
| 13     | Obrońca    | Srečko Katanec      | 1963-07-16     | UC Sampdoria           |
| 14     | Napastnik  | Alen Bokšić         | 1970-01-21     | Hajduk Split           |
| 15     | Pomocnik   | Robert Prosinečki   | 1969-01-12     | FK Crvena zvezda       |
| 16     | Pomocnik   | Refik Šabanadžović  | 1965-08-02     | FK Crvena zvezda       |
| 17     | Obrońca    | Robert Jarni        | 1968-10-26     | Hajduk Split           |
| 18     | Obrońca    | Mirsad Baljić       | 1962-03-04     | FC Sion                |
| 19     | Pomocnik   | Dejan Savićević     | 1966-09-15     | FK Crvena zvezda       |
| 20     | Napastnik  | Davor Šuker         | 1968-01-01     | Dinamo Zagrzeb         |
| 21     | Obrońca    | Andrej Panadić      | 1969-03-09     | Dinamo Zagrzeb         |
| 22     | Bramkarz   | Dragoje Leković     | 1967-11-21     | Budućnost Titograd     |
| Trener | Ivica Osim | Ivica Osim          |                |                        |

### Kolumbia
| #      | Pozycja            | Imię i nazwisko       | Data urodzenia | Klub                   |
| ------ | ------------------ | --------------------- | -------------- | ---------------------- |
| 1      | Bramkarz           | René Higuita          | 1966-08-27     | Atlético Nacional      |
| 2      | Obrońca            | Andrés Escobar        | 1967-03-13     | BSC Young Boys         |
| 3      | Obrońca            | Gildardo Gómez        | 1963-10-13     | Atlético Nacional      |
| 4      | Obrońca            | Luis Fernando Herrera | 1962-06-12     | Atlético Nacional      |
| 5      | Obrońca            | León Villa            | 1960-01-12     | Atlético Nacional      |
| 6      | Obrońca            | José Ricardo Pérez    | 1963-10-24     | Atlético Nacional      |
| 7      | Napastnik          | Carlos Estrada        | 1961-01-01     | Millonarios FC         |
| 8      | Pomocnik           | Gabriel Gómez         | 1959-12-08     | Independiente Medellín |
| 9      | Napastnik          | Miguel Guerrero       | 1967-09-07     | América Cali           |
| 10     | Pomocnik           | Carlos Valderrama     | 1961-09-02     | Montpellier HSC        |
| 11     | Pomocnik           | Bernardo Redín        | 1963-02-26     | Deportivo Cali         |
| 12     | Bramkarz           | Eduardo Niño          | 1967-08-08     | Independiente Santa Fe |
| 13     | Obrońca            | Carlos Hoyos          | 1962-02-28     | Atlético Junior        |
| 14     | Pomocnik           | Leonel Álvarez        | 1965-07-29     | Atlético Nacional      |
| 15     | Obrońca            | Luis Carlos Perea     | 1963-12-29     | Atlético Nacional      |
| 16     | Napastnik          | Arnoldo Iguarán       | 1957-01-18     | Millonarios FC         |
| 17     | Obrońca            | Geovanis Cassiani     | 1970-01-10     | Millonarios FC         |
| 18     | Obrońca            | Wilmer Cabrera        | 1967-09-15     | América Cali           |
| 19     | Pomocnik           | Freddy Rincón         | 1966-08-14     | América Cali           |
| 20     | Pomocnik           | Luis Fajardo          | 1963-08-18     | Atlético Nacional      |
| 21     | Obrońca            | Alexis Mendoza        | 1961-11-08     | Atlético Junior        |
| 22     | Napastnik          | Rubén Darío Hernández | 1965-02-19     | Millonarios FC         |
| Trener | Francisco Maturana | Francisco Maturana    |                |                        |

### Republika Federalna Niemiec
| #      | Pozycja           | Imię i nazwisko   | Data urodzenia | Klub                |
| ------ | ----------------- | ----------------- | -------------- | ------------------- |
| 1      | Bramkarz          | Bodo Illgner      | 1967-04-07     | 1. FC Köln          |
| 2      | Obrońca           | Stefan Reuter     | 1966-10-16     | Bayern Monachium    |
| 3      | Obrońca           | Andreas Brehme    | 1960-11-09     | Inter Mediolan      |
| 4      | Obrońca           | Jürgen Kohler     | 1965-11-06     | Bayern Monachium    |
| 5      | Obrońca           | Klaus Augenthaler | 1957-09-26     | Bayern Monachium    |
| 6      | Obrońca           | Guido Buchwald    | 1961-01-24     | VfB Stuttgart       |
| 7      | Pomocnik          | Pierre Littbarski | 1960-04-16     | 1. FC Köln          |
| 8      | Pomocnik          | Thomas Häßler     | 1966-05-30     | 1. FC Köln          |
| 9      | Napastnik         | Rudi Völler       | 1960-04-13     | AS Roma             |
| 10     | Pomocnik          | Lothar Matthäus   | 1961-03-21     | Inter Mediolan      |
| 11     | Napastnik         | Frank Mill        | 1958-07-23     | Borussia Dortmund   |
| 12     | Bramkarz          | Raimond Aumann    | 1963-10-12     | Bayern Monachium    |
| 13     | Napastnik         | Karl-Heinz Riedle | 1966-09-16     | Werder Brema        |
| 14     | Obrońca           | Thomas Berthold   | 1964-11-12     | AS Roma             |
| 15     | Pomocnik          | Uwe Bein          | 1960-09-26     | Eintracht Frankfurt |
| 16     | Obrońca           | Paul Steiner      | 1957-01-23     | 1. FC Köln          |
| 17     | Pomocnik          | Andreas Möller    | 1967-09-02     | Borussia Dortmund   |
| 18     | Napastnik         | Jürgen Klinsmann  | 1964-07-30     | Inter Mediolan      |
| 19     | Obrońca           | Hans Pflügler     | 1960-03-27     | Bayern Monachium    |
| 20     | Pomocnik          | Olaf Thon         | 1966-05-01     | Bayern Monachium    |
| 21     | Pomocnik          | Günter Hermann    | 1960-12-05     | Werder Brema        |
| 22     | Bramkarz          | Andreas Köpke     | 1962-03-12     | 1. FC Nürnberg      |
| Trener | Franz Beckenbauer | Franz Beckenbauer |                |                     |

### Zjednoczone Emiraty Arabskie
| #      | Pozycja                 | Imię i nazwisko         | Data urodzenia | Klub             |
| ------ | ----------------------- | ----------------------- | -------------- | ---------------- |
| 1      | Bramkarz                | Abdullah Musa           | 1966-03-02     | Al-Ahli Dubaj    |
| 2      | Obrońca                 | Khalil Ghanim           | 1964-11-12     | Al-Khaleej       |
| 3      | Pomocnik                | Ali Thani               | 1968-08-18     | Nadi asz-Szarika |
| 4      | Obrońca                 | Mubarak Ghanim          | 1963-09-03     | Al-Khaleej       |
| 5      | Pomocnik                | Abdualla Sultan         | 1963           | Al-Khaleej       |
| 6      | Obrońca                 | Abdulrahman Mohamed     | 1963-09-01     | Al-Nasr Dubaj    |
| 7      | Napastnik               | Fahad Khamis            | 1962-01-24     | Al-Wasl Dubaj    |
| 8      | Obrońca                 | Khalid Ismaïl           | 1965           | Al-Nasr Dubaj    |
| 9      | Napastnik               | Abdulaziz Mohamed       | 1965-12-12     | Nadi asz-Szarika |
| 10     | Pomocnik                | Adnan Al-Talyani        | 1964-10-01     | Al-Shaab FC      |
| 11     | Napastnik               | Zuhair Bakhit           | 1967-07-13     | Al-Wasl Dubaj    |
| 12     | Napastnik               | Hussain Ghuloum         | 1965           | Nadi asz-Szarika |
| 13     | Pomocnik                | Hassan Mohamed          | 1962           | Al-Wasl Dubaj    |
| 14     | Pomocnik                | Nasir Khamis            | 1965-08-02     | Al-Wasl Dubaj    |
| 15     | Obrońca                 | Ibrahim Meer            | 1967-07-16     | Nadi asz-Szarika |
| 16     | Obrońca                 | Mohamed Salim           | 1968           | Al-Ahli Dubaj    |
| 17     | Bramkarz                | Muhsin Musabah          | 1964-10-01     | Nadi asz-Szarika |
| 18     | Napastnik               | Fahad Abdulrahman       | 1962-10-10     | Al-Wasl Dubaj    |
| 19     | Obrońca                 | Eissa Meer              | 1967-07-16     | Nadi asz-Szarika |
| 20     | Obrońca                 | Yousuf Hussain          | 1965           | Nadi asz-Szarika |
| 21     | Obrońca                 | Abdulrahman Al-Haddad   | 1966-03-23     | Nadi asz-Szarika |
| 22     | Bramkarz                | Abdulqadir Hassan       | 1962           | Al-Shabab Dubaj  |
| Trener | Carlos Alberto Parreira | Carlos Alberto Parreira |                |                  |

## Grupa E

### Belgia
| #      | Pozycja   | Imię i nazwisko       | Data urodzenia | Klub             |
| ------ | --------- | --------------------- | -------------- | ---------------- |
| 1      | Bramkarz  | Michel Preud’homme    | 1959-01-24     | KV Mechelen      |
| 2      | Obrońca   | Eric Gerets           | 1954-05-18     | PSV Eindhoven    |
| 3      | Obrońca   | Philippe Albert       | 1967-08-10     | KV Mechelen      |
| 4      | Obrońca   | Leo Clijsters         | 1956-11-06     | KV Mechelen      |
| 5      | Pomocnik  | Bruno Versavel        | 1967-08-27     | KV Mechelen      |
| 6      | Obrońca   | Marc Emmers           | 1966-02-25     | KV Mechelen      |
| 7      | Obrońca   | Stéphane Demol        | 1966-03-11     | FC Porto         |
| 8      | Pomocnik  | Franky Van der Elst   | 1961-04-30     | Club Brugge      |
| 9      | Napastnik | Marc Degryse          | 1965-12-04     | RSC Anderlecht   |
| 10     | Pomocnik  | Enzo Scifo            | 1966-02-19     | AJ Auxerre       |
| 11     | Napastnik | Jan Ceulemans         | 1957-02-28     | Club Brugge      |
| 12     | Bramkarz  | Gilbert Bodart        | 1962-09-02     | Standard Liège   |
| 13     | Obrońca   | Georges Grün          | 1962-01-25     | RSC Anderlecht   |
| 14     | Napastnik | Nico Claesen          | 1962-10-07     | Royal Antwerp FC |
| 15     | Pomocnik  | Jean-François De Sart | 1961-12-18     | RFC Liège        |
| 16     | Obrońca   | Michel De Wolf        | 1958-01-19     | KV Kortrijk      |
| 17     | Obrońca   | Pascal Plovie         | 1965-05-07     | Club Brugge      |
| 18     | Pomocnik  | Lorenzo Staelens      | 1964-04-30     | Club Brugge      |
| 19     | Napastnik | Marc Van Der Linden   | 1964-02-04     | RSC Anderlecht   |
| 20     | Bramkarz  | Filip De Wilde        | 1964-07-05     | RSC Anderlecht   |
| 21     | Napastnik | Marc Wilmots          | 1969-02-22     | KV Mechelen      |
| 22     | Pomocnik  | Patrick Vervoort      | 1965-01-17     | RSC Anderlecht   |
| Trener | Guy Thys  | Guy Thys              |                |                  |

### Hiszpania
| #      | Pozycja     | Imię i nazwisko        | Data urodzenia | Klub            |
| ------ | ----------- | ---------------------- | -------------- | --------------- |
| 1      | Bramkarz    | Andoni Zubizarreta     | 1961-10-23     | FC Barcelona    |
| 2      | Obrońca     | Chendo                 | 1961-10-12     | Real Madryt     |
| 3      | Obrońca     | Manolo Jiménez         | 1964-01-21     | Sevilla FC      |
| 4      | Obrońca     | Genar Andrinúa         | 1964-05-06     | Athletic Bilbao |
| 5      | Obrońca     | Manuel Sanchís         | 1965-05-23     | Real Madryt     |
| 6      | Pomocnik    | Rafael Martín Vázquez  | 1965-09-25     | Real Madryt     |
| 7      | Napastnik   | Miguel Pardeza         | 1965-02-08     | Real Saragossa  |
| 8      | Obrońca     | Quique Flores          | 1965-02-02     | Valencia CF     |
| 9      | Napastnik   | Emilio Butragueño      | 1963-07-22     | Real Madryt     |
| 10     | Pomocnik    | Fernando               | 1965-09-11     | Valencia CF     |
| 11     | Pomocnik    | Francisco Villarroya   | 1966-08-06     | Real Saragossa  |
| 12     | Obrońca     | Rafael Alkorta         | 1968-09-16     | Athletic Bilbao |
| 13     | Bramkarz    | Juan Carlos Ablanedo   | 1963-09-02     | Sporting Gijón  |
| 14     | Obrońca     | Alberto Górriz         | 1958-02-16     | Real Sociedad   |
| 15     | Pomocnik    | Roberto                | 1962-07-05     | FC Barcelona    |
| 16     | Pomocnik    | José Mari Bakero       | 1963-02-11     | FC Barcelona    |
| 17     | Obrońca     | Fernando Hierro        | 1968-03-23     | Real Madryt     |
| 18     | Pomocnik    | Rafael Paz             | 1965-08-02     | Sevilla FC      |
| 19     | Napastnik   | Julio Salinas          | 1962-09-11     | FC Barcelona    |
| 20     | Napastnik   | Manolo                 | 1965-01-17     | Atlético Madryt |
| 21     | Pomocnik    | Míchel                 | 1963-03-23     | Real Madryt     |
| 22     | Bramkarz    | José Manuel Ochotorena | 1961-01-16     | Valencia CF     |
| Trener | Luis Suárez | Luis Suárez            |                |                 |

### Korea Południowa
| #      | Pozycja      | Imię i nazwisko | Data urodzenia | Klub                   |
| ------ | ------------ | --------------- | -------------- | ---------------------- |
| 1      | Bramkarz     | Kim Poong-joo   | 1961-10-01     | Daewoo Royals          |
| 2      | Obrońca      | Park Kyung-hoon | 1961-01-19     | Posco Atoms            |
| 3      | Obrońca      | Choi Kang-hee   | 1959-04-12     | Hyundai Horang-i       |
| 4      | Obrońca      | Yoon Deok-yeo   | 1961-03-25     | Hyundai Horang-i       |
| 5      | Obrońca      | Chung Yong-hwan | 1960-02-10     | Daewoo Royals          |
| 6      | Pomocnik     | Lee Tae-ho      | 1961-01-29     | Daewoo Royals          |
| 7      | Obrońca      | Noh Soo-jin     | 1962-02-10     | Yukong Elephants       |
| 8      | Pomocnik     | Chung Hae-won   | 1959-07-01     | Daewoo Royals          |
| 9      | Napastnik    | Hwangbo Kwan    | 1965-03-01     | Yukong Elephants       |
| 10     | Pomocnik     | Lee Sang-yoon   | 1969-04-10     | Ilhwa Chunma           |
| 11     | Napastnik    | Byun Byung-joo  | 1961-04-26     | Hyundai Horang-i       |
| 12     | Pomocnik     | Lee Heung-sil   | 1961-07-10     | Posco Atoms            |
| 13     | Obrońca      | Chung Jong-soo  | 1961-03-27     | Yukong Elephants       |
| 14     | Pomocnik     | Choi Soon-ho    | 1961-01-10     | Lucky-Goldstar Hwangso |
| 15     | Obrońca      | Cho Min-kook    | 1963-07-05     | Lucky-Goldstar Hwangso |
| 16     | Pomocnik     | Kim Joo-sung    | 1966-01-17     | Daewoo Royals          |
| 17     | Obrońca      | Gu Sang-bum     | 1964-06-15     | Lucky-Goldstar Hwangso |
| 18     | Napastnik    | Hwang Sun-hong  | 1968-07-14     | Konkuk University      |
| 19     | Bramkarz     | Jeong Gi-dong   | 1961-05-13     | Posco Atoms            |
| 20     | Obrońca      | Hong Myung-bo   | 1969-02-12     | Korea University       |
| 21     | Bramkarz     | Choi In-young   | 1962-03-05     | Hyundai Horang-i       |
| 22     | Pomocnik     | Lee Young-jin   | 1963-10-27     | Lucky-Goldstar Hwangso |
| Trener | Lee Hoe-taik | Lee Hoe-taik    |                |                        |

### Urugwaj
| #      | Pozycja       | Imię i nazwisko         | Data urodzenia | Klub               |
| ------ | ------------- | ----------------------- | -------------- | ------------------ |
| 1      | Bramkarz      | Fernando Álvez          | 1959-09-04     | CA Peñarol         |
| 2      | Obrońca       | Nelson Gutiérrez        | 1962-04-13     | Hellas Werona      |
| 3      | Obrońca       | Hugo de León            | 1958-02-27     | River Plate        |
| 4      | Obrońca       | José Óscar Herrera      | 1965-06-17     | UE Figueres        |
| 5      | Pomocnik      | José Perdomo            | 1965-01-05     | Genoa 1893         |
| 6      | Obrońca       | Alfonso Domínguez       | 1965-09-24     | CA Peñarol         |
| 7      | Napastnik     | Antonio Alzamendi       | 1956-06-07     | CD Logroñés        |
| 8      | Pomocnik      | Santiago Ostolaza       | 1962-07-10     | Cruz Azul          |
| 9      | Napastnik     | Enzo Francescoli        | 1961-11-12     | Olympique Marsylia |
| 10     | Pomocnik      | Rubén Paz               | 1959-08-08     | Genoa 1893         |
| 11     | Napastnik     | Rubén Sosa              | 1966-04-25     | S.S. Lazio         |
| 12     | Bramkarz      | Eduardo Pereira         | 1954-03-21     | Independiente      |
| 13     | Obrońca       | Felipe Revélez          | 1959-09-30     | Nacional           |
| 14     | Obrońca       | José Pintos Saldanha    | 1964-03-25     | Nacional           |
| 15     | Pomocnik      | Gabriel Correa          | 1968-01-13     | CA Peñarol         |
| 16     | Pomocnik      | Pablo Bengoechea        | 1965-06-27     | Sevilla FC         |
| 17     | Napastnik     | Sergio Daniel Martínez  | 1969-02-15     | Defensor Sporting  |
| 18     | Napastnik     | Carlos Alberto Aguilera | 1964-09-21     | Genoa 1893         |
| 19     | Napastnik     | Daniel Fonseca          | 1964-09-21     | Nacional           |
| 20     | Pomocnik      | Rubén Pereira           | 1968-01-28     | Danubio            |
| 21     | Pomocnik      | William Castro          | 1962-05-22     | Nacional           |
| 22     | Bramkarz      | Adolfo Zeoli            | 1962-05-02     | Danubio            |
| Trener | Óscar Tabárez | Óscar Tabárez           |                |                    |

## Grupa F

### Anglia
| #      | Pozycja      | Imię i nazwisko | Data urodzenia | Klub                    |
| ------ | ------------ | --------------- | -------------- | ----------------------- |
| 1      | Bramkarz     | Peter Shilton   | 1949-09-18     | Derby County            |
| 2      | Obrońca      | Gary Stevens    | 1963-03-27     | Rangers F.C.            |
| 3      | Obrońca      | Stuart Pearce   | 1962-04-24     | Nottingham Forest       |
| 4      | Pomocnik     | Neil Webb       | 1962-07-30     | Manchester United       |
| 5      | Obrońca      | Des Walker      | 1965-11-26     | Nottingham Forest       |
| 6      | Obrońca      | Terry Butcher   | 1958-12-28     | Rangers F.C.            |
| 7      | Pomocnik     | Bryan Robson    | 1957-01-11     | Manchester United       |
| 8      | Pomocnik     | Chris Waddle    | 1960-12-14     | Olympique Marsylia      |
| 9      | Napastnik    | Peter Beardsley | 1961-01-18     | Liverpool F.C.          |
| 10     | Napastnik    | Gary Lineker    | 1960-11-30     | Tottenham Hotspur       |
| 11     | Pomocnik     | John Barnes     | 1963-11-07     | Liverpool F.C.          |
| 12     | Obrońca      | Paul Parker     | 1964-04-04     | Queens Park Rangers     |
| 13     | Bramkarz     | Chris Woods     | 1959-11-14     | Rangers F.C.            |
| 14     | Obrońca      | Mark Wright     | 1963-08-01     | Derby County            |
| 15     | Obrońca      | Tony Dorigo     | 1965-12-31     | Chelsea F.C.            |
| 16     | Pomocnik     | Steve McMahon   | 1961-08-20     | Liverpool F.C.          |
| 17     | Pomocnik     | David Platt     | 1966-06-10     | Aston Villa             |
| 18     | Pomocnik     | Steve Hodge     | 1962-10-25     | Nottingham Forest       |
| 19     | Pomocnik     | Paul Gascoigne  | 1967-05-27     | Tottenham Hotspur       |
| 20     | Pomocnik     | Trevor Steven   | 1963-09-21     | Rangers F.C.            |
| 21     | Napastnik    | Steve Bull      | 1965-03-28     | Wolverhampton Wanderers |
| 22     | Bramkarz     | Dave Beasant    | 1959-03-20     | Chelsea F.C.            |
| Trener | Bobby Robson | Bobby Robson    |                |                         |

### Egipt
| #      | Pozycja           | Imię i nazwisko   | Data urodzenia | Klub                  |
| ------ | ----------------- | ----------------- | -------------- | --------------------- |
| 1      | Bramkarz          | Ahmed Shobair     | 1960-09-28     | Al-Ahly Kair          |
| 2      | Obrońca           | Ibrahim Hassan    | 1966-08-10     | Al-Ahly Kair          |
| 3      | Obrońca           | Rabie Yassin      | 1960-09-07     | Al-Ahly Kair          |
| 4      | Obrońca           | Hany Ramzy        | 1969-03-10     | Al-Ahly Kair          |
| 5      | Obrońca           | Hesham Yakan      | 1962-08-10     | Zamalek Kair          |
| 6      | Obrońca           | Ashraf Kasem      | 1966-07-25     | Zamalek Kair          |
| 7      | Napastnik         | Ismail Youssef    | 1964-06-28     | Zamalek Kair          |
| 8      | Pomocnik          | Magdi Abdelghani  | 1959-07-27     | SC Beira-Mar          |
| 9      | Napastnik         | Hossam Hassan     | 1966-08-10     | Al-Ahly Kair          |
| 10     | Pomocnik          | Gamal Abdelhamid  | 1957-12-24     | Zamalek Kair          |
| 11     | Napastnik         | Tarek Soliman     | 1962-01-24     | El-Masry              |
| 12     | Pomocnik          | Tahir Abu Zajd    | 1962-04-10     | Al-Ahly Kair          |
| 13     | Obrońca           | Ahmed Ramzy       | 1965-10-25     | Zamalek Kair          |
| 14     | Pomocnik          | Alaa Maihoub      | 1963-01-19     | Al-Ahly Kair          |
| 15     | Pomocnik          | Saber Eid         | 1959-05-01     | Ghazl El-Mehalla      |
| 16     | Pomocnik          | Magdy Tolba       | 1964-02-24     | PAOK FC               |
| 17     | Napastnik         | Ayman Shawky      | 1962-12-09     | Al-Ahly Kair          |
| 18     | Pomocnik          | Osama Orabi       | 1962-01-22     | Al-Ahly Kair          |
| 19     | Napastnik         | Adel Abdelrahman  | 1967-12-11     | Al-Ahly Kair          |
| 20     | Pomocnik          | Ahmed El-Kass     | 1965-07-08     | El-Olympi Aleksandria |
| 21     | Bramkarz          | Ayman Taher       | 1966-01-07     | Zamalek Kair          |
| 22     | Bramkarz          | Thabet El-Batal   | 1953-09-16     | Al-Ahly Kair          |
| Trener | Mahmoud El-Gohary | Mahmoud El-Gohary |                |                       |

### Holandia
| #      | Pozycja        | Imię i nazwisko    | Data urodzenia | Klub             |
| ------ | -------------- | ------------------ | -------------- | ---------------- |
| 1      | Bramkarz       | Hans van Breukelen | 1956-10-04     | PSV Eindhoven    |
| 2      | Obrońca        | Berry van Aerle    | 1962-12-08     | PSV Eindhoven    |
| 3      | Pomocnik       | Frank Rijkaard     | 1962-09-30     | A.C. Milan       |
| 4      | Obrońca        | Ronald Koeman      | 1963-03-21     | FC Barcelona     |
| 5      | Obrońca        | Adri van Tiggelen  | 1957-01-16     | RSC Anderlecht   |
| 6      | Pomocnik       | Jan Wouters        | 1960-07-17     | AFC Ajax         |
| 7      | Pomocnik       | Erwin Koeman       | 1961-09-20     | KV Mechelen      |
| 8      | Pomocnik       | Gerald Vanenburg   | 1964-03-05     | PSV Eindhoven    |
| 9      | Napastnik      | Marco van Basten   | 1964-10-31     | A.C. Milan       |
| 10     | Pomocnik       | Ruud Gullit        | 1962-09-01     | A.C. Milan       |
| 11     | Pomocnik       | Richard Witschge   | 1969-09-20     | AFC Ajax         |
| 12     | Napastnik      | Wim Kieft          | 1962-11-12     | PSV Eindhoven    |
| 13     | Obrońca        | Graeme Rutjes      | 1960-03-26     | KV Mechelen      |
| 14     | Pomocnik       | John van ’t Schip  | 1963-11-30     | AFC Ajax         |
| 15     | Napastnik      | Bryan Roy          | 1970-02-12     | AFC Ajax         |
| 16     | Bramkarz       | Joop Hiele         | 1958-12-25     | Feyenoord        |
| 17     | Napastnik      | Hans Gillhaus      | 1963-11-05     | Aberdeen F.C.    |
| 18     | Obrońca        | Henk Fräser        | 1966-07-07     | Roda JC Kerkrade |
| 19     | Napastnik      | John van Loen      | 1965-02-04     | Roda JC Kerkrade |
| 20     | Pomocnik       | Aron Winter        | 1967-03-01     | AFC Ajax         |
| 21     | Obrońca        | Danny Blind        | 1961-08-01     | AFC Ajax         |
| 22     | Bramkarz       | Stanley Menzo      | 1963-10-15     | AFC Ajax         |
| Trener | Leo Beenhakker | Leo Beenhakker     |                |                  |

### Irlandia
| #      | Pozycja       | Imię i nazwisko | Data urodzenia | Klub                |
| ------ | ------------- | --------------- | -------------- | ------------------- |
| 1      | Bramkarz      | Pat Bonner      | 1960-03-19     | Celtic F.C.         |
| 2      | Obrońca       | Chris Morris    | 1963-11-24     | Celtic F.C.         |
| 3      | Obrońca       | Steve Staunton  | 1969-08-18     | Liverpool F.C.      |
| 4      | Obrońca       | Mick McCarthy   | 1959-02-07     | Millwall F.C.       |
| 5      | Obrońca       | Kevin Moran     | 1956-04-29     | Blackburn Rovers    |
| 6      | Pomocnik      | Ronnie Whelan   | 1961-09-25     | Liverpool F.C.      |
| 7      | Pomocnik      | Paul McGrath    | 1959-12-04     | Aston Villa         |
| 8      | Pomocnik      | Ray Houghton    | 1962-01-09     | Liverpool F.C.      |
| 9      | Napastnik     | John Aldridge   | 1958-09-18     | Real Sociedad       |
| 10     | Napastnik     | Tony Cascarino  | 1962-09-01     | Aston Villa         |
| 11     | Pomocnik      | Kevin Sheedy    | 1959-10-21     | Everton F.C.        |
| 12     | Obrońca       | David O’Leary   | 1958-05-02     | Arsenal F.C.        |
| 13     | Pomocnik      | Andy Townsend   | 1963-07-23     | Norwich City        |
| 14     | Obrońca       | Chris Hughton   | 1959-12-11     | Tottenham Hotspur   |
| 15     | Napastnik     | Bernie Slaven   | 1960-12-13     | Middlesbrough F.C.  |
| 16     | Pomocnik      | John Sheridan   | 1964-10-01     | Sheffield Wednesday |
| 17     | Napastnik     | Niall Quinn     | 1966-10-06     | Manchester City     |
| 18     | Napastnik     | Frank Stapleton | 1956-07-10     | Blackburn Rovers    |
| 19     | Napastnik     | David Kelly     | 1965-11-25     | Leicester City      |
| 20     | Obrońca       | John Byrne      | 1961-02-01     | Le Havre AC         |
| 21     | Napastnik     | Alan McLoughlin | 1967-04-20     | Swindon Town        |
| 22     | Bramkarz      | Gerry Peyton    | 1956-05-20     | A.F.C. Bournemouth  |
| Trener | Jack Charlton | Jack Charlton   |                |                     |